# أنطونيو ليون (عسكري)
أنطونيو ليون (بالإسبانية: Antonio de León)‏ هو عسكري مكسيكي، ولد في 1794، وتوفي في 1847 في مدينة مكسيكو في المكسيك بسبب قتل في المعركة.